# Patricia Donahue
Patricia Donahue (geboren am 6. März 1925 in New York, New York, USA als Patricia Mahar; gestorben am 11. Juni 2012) war eine US-amerikanische Schauspielerin.

## Leben und Werk
Patricia Donahue trat vorwiegend in Fernsehserien in Erscheinung. Sie hatte eine wiederkehrende Rolle als Hazel, die Nachbarin und Freundin von Nora Charles in sieben Folgen der Fernsehserie The Thin Man, sowie eine reguläre Rolle als Lucy Hamilton, die Sekretärin von Michael Shayne, in 18 Folgen der Serie Ein Fall für Michael Shayne. Neben einer Episodencohauptrolle in der Anthologie-Serie Abenteuer im wilden Westen hatte sie Gastauftritte in Serien wie Peter Gunn, 77 Sunset Strip, Perry Mason, Twilight Zone, Bonanza, Alfred Hitchcock präsentiert, Simon Templar, Die Leute von der Shiloh Ranch, Detektiv Rockford – Anruf genügt, Unsere kleine Farm oder Lou Grant. Zudem war sie in acht Spielfilmen zu sehen, darunter In the Money, Papier Tiger und Cutter’s Way – Keine Gnade. Mitte der 1980er Jahre beendete sie ihre Schauspielkarriere mit sieben Auftritten als Birdie Welles in der Seifenoper General Hospital. Sie soll auch als Sängerin in Erscheinung getreten sein.
Geboren als Patricia Mahar heiratete sie den Jazzmusiker und Bandleader Sam Donahue. Mit ihm hatte sie zwei Söhne, den renommierten Gitarristen Jerry Donahue und den als Filmmusiker in Erscheinung getretenen Marc Donahue. Nach der Scheidung von Donahue heiratete sie am 17. November 1961 den Filmproduzenten Euan Lloyd. Auch diese Ehe wurde geschieden. Danach soll sie mit einem George Gerald Homer Hogan bis zu dessen Tod verheiratet gewesen sein. Sie starb 2012 im Alter von 87 Jahren an den Folgen einer Operation.
Sie wurde unter anderem von Lis Verhoeven, Christel Merian und Marianne Kehlau synchronisiert.

## Filmografie (Auswahl)
- 1956: Im Wilden Westen (Death Valley Days, Fernsehserie, Folge 4x20)
- 1957: Hyänen der Straße (The Brothers Rico)
- 1957: Mein Revolver war schneller (My Gun Is Quick)
- 1957: Official Detective (Fernsehserie, Folge 1x22)
- 1957–1959: Richard Diamond, Privatdetektiv (Richard Diamond, Private Detective, Fernsehserie, 4 Folgen, 3 Rollen)
- 1958: In the Money
- 1958: Wells Fargo (Tales of Wells Fargo, Fernsehserie, Folge 3x13)
- 1958: Northwest Passage (Fernsehserie, Folge 1x15)
- 1958–1959: The Thin Man (Fernsehserie, 7 Folgen)
- 1958–1959: Colonel Humphrey Flack (Fernsehserie, 2 Folgen, 2 Rollen)
- 1959: Peter Gunn (Fernsehserie, Folge 2x04)
- 1959: Abenteuer im wilden Westen (Dick Powell’s Zane Grey Theater, Fernsehserie, Folge 4x04)
- 1959: 77 Sunset Strip (Fernsehserie, Folge 2x13)
- 1959, 1962: Perry Mason (Fernsehserie, 2 Folgen, 2 Rollen)
- 1960: Black Saddle (Fernsehserie, Folge 2x16)
- 1960: Law of the Plainsman (Fernsehserie, Folge 1x22)
- 1960: Twilight Zone (The Twilight Zone, Fernsehserie, Folge 1x30)
- 1960: Bonanza (Fernsehserie, Folge 2x05)
- 1960–1961: Ein Fall für Michael Shayne (Michael Shayne, Fernsehserie, 18 Folgen)
- 1961: Alfred Hitchcock präsentiert (Alfred Hitchcock Presents, Fernsehserie, Folge 6x33)
- 1962, 1967: Simon Templar (Fernsehserie, 2 Folgen, 2 Rollen)
- 1963: Mein Freund, der Diamanten-Joe (Sammy Going South)
- 1964–1965: Geheimauftrag für John Drake (Danger Man, Fernsehserie, 2 Folgen, 2 Rollen)
- 1966: Die Leute von der Shiloh Ranch (The Virginian, Fernsehserie, Folge 5x09)
- 1966, 1971: FBI (The F.B.I., Fernsehserie, 3 Folgen, 3 Rollen)
- 1969: Department S (Fernsehserie, Folge 2x15)
- 1970: The Bold Ones: The Lawyers (Fernsehserie, Folge 2x05)
- 1971: Night Gallery (Fernsehserie, 2 Folgen, 2 Rollen)
- 1973, 1978: Barnaby Jones (Fernsehserie, 2 Folgen, 2 Rollen)
- 1974: Thriller (Fernsehserie, Folge 2x02)
- 1975: Papier Tiger (Paper Tiger)
- 1978: Detektiv Rockford – Anruf genügt (The Rockford Files, Fernsehserie, 2 Folgen, 2 Rollen)
- 1980: Unsere kleine Farm (Little House on the Prairie, Fernsehserie, Folge 6x14)
- 1981: Cutter’s Way – Keine Gnade (Cutter’s Way)
- 1981: Lou Grant (Fernsehserie, Folge 4x17)
- 1982: Die Zeitreisenden (Voyagers!, Fernsehserie, Folge 1x09)
- 1984: Unter Brüdern (Brothers, Fernsehserie, Folge 1x03)
- 1986–1987: General Hospital (Fernsehserie, 7 Folgen)